# La Chaux (Cossonay)
La Chaux (Cossonay) är en ort och kommun i distriktet Morges i kantonen Vaud, Schweiz. Kommunen har 432 invånare (2023).